# کینا گرانیس
کینا گرانیس (به انگلیسی: Kina Grannis) با نام تولد کینا کاسویا گرانیس (به انگلیسی: Kina Kasuya Grannis) (زاده ۴ اوت ۱۹۸۵) گیتاریست، خواننده و ترانه‌سرا آمریکایی است.